# العلاقات الأندورية الدومينيكية
العلاقات الأندورية الدومينيكية هي العلاقات الثنائية التي تجمع بين أندورا ودومينيكا.

## مقارنة بين البلدين
هذه مقارنة عامة ومرجعية للدولتين:
| وجه المقارنة                                              | أندورا                                                     | دومينيكا              |
| --------------------------------------------------------- | ---------------------------------------------------------- | --------------------- |
| المساحة (كم2)                                             | 468                                                        | 751                   |
| عدد السكان (نسمة)                                         | 76.18 ألف                                                  | 73.92 ألف             |
| الكثافة السكانية (ن./كم²)                                 | 16.28 ألف                                                  | 9.84 ألف              |
| العاصمة                                                   | أندورا لا فيلا                                             | روسو                  |
| اللغة الرسمية                                             | اللغة الكتالونية                                           | لغة إنجليزية          |
| العملة                                                    | يورو                                                       | دولار شرق الكاريبي    |
| الناتج المحلي الإجمالي (بليون دولار)                      | 3.01 مليار                                                 | 562.54 مليون          |
| الناتج المحلي الإجمالي (تعادل القوة الشرائية) بليون دولار |                                                            | 789.63 مليون          |
| الناتج المحلي الإجمالي الاسمي للفرد دولار أمريكي          |                                                            | 7.12 ألف              |
| الناتج المحلي الإجمالي للفرد دولار أمريكي                 |                                                            | 10.88 ألف             |
| مؤشر التنمية البشرية                                      | 0.858                                                      | 0.724                 |
| رمز المكالمات الدولي                                      | +376                                                       | +1767                 |
| رمز الإنترنت                                              | .ad                                                        | .dm                   |
| المنطقة الزمنية                                           | ت ع م+01:00، توقيت وسط أوروبا، ت ع م+02:00، أوروبا/أندورا ‏ | 00، توقيت أطلنطي موحد |

## منظمات دولية مشتركة
يشترك البلدان في عضوية مجموعة من المنظمات الدولية، منها:
| علم المنظمة | اسم المنظمة                   | تاريخ انضمام أندورا | تاريخ انضمام دومينيكا |
| ----------- | ----------------------------- | ------------------- | --------------------- |
|             | الاتحاد الدولي للاتصالات      | 12 نوفمبر 1993      | 28 أكتوبر 1996        |
|             | منظمة حظر الأسلحة الكيميائية  | ?                   | ?                     |
|             | يونسكو                        | 20 أكتوبر 1993      | 9 يناير 1979          |
|             | الأمم المتحدة                 | 28 يوليو 1993       | 18 ديسمبر 1978        |
|             | منظمة الشرطة الجنائية الدولية | ?                   | ?                     |

## وصلات خارجية
- موقع وزارة الخارجية الأندورية